# Chrystian Ludwik II Meklemburski
Chrystian Ludwik II (ur. 15 maja 1683 w Grabow, zm. 30 maja 1756 w Schwerinie) – książę Meklemburgii w latach 1728–1756.
Jego brat Karol Leopold został w 1728 zmuszony przez stanową arystokrację do ustąpienia na jego korzyść. Chrystian, słabszy pod względem charyzmy był dla nich mniejszym przeciwnikiem. W 1733 roku wybuchło wielkie powstanie chłopskie krwawo stłumione przez arystokratów. Chłopi pamiętali, ze Karol Leopold chciał ulżyć ich doli. W 1745 roku stanowa reprezentacja kraju, która de facto nim władała (książę Christian był marionetką) skonsolidowała się i przyjęła swą dojrzałą postać.